# Miho Imano
Miho Imano (japanisch 今野 美穂 Imano Miho; * 25. Januar 1990) ist eine ehemalige japanische Leichtathletin, die sich auf den Stabhochsprung spezialisiert hatte.

## Sportliche Laufbahn
Erste internationale Erfahrungen sammelte Miho Imano im Jahr 2011, als sie bei den Asienmeisterschaften in Kōbe mit einer Höhe von 3,75 m den fünften Platz belegte. Im Jahr darauf belegte sie bei den Hallenasienmeisterschaften in Hangzhou mit 3,80 m Rang sechs. 2017 bestritt sie in Osaka ihren letzten Wettkampf und beendete daraufhin ihre Karriere als Leichtathletin im Alter von 27 Jahren.